# Charles Butt
Charles Butt (* 3. Februar 1938) ist ein US-amerikanischer Unternehmer.

## Leben
Er ist der jüngste Sohn von Howard Edward Butt. Butt studierte an der University of Pennsylvania, an der Wharton School und an der Harvard Business School. 1971 wurde er Präsident des Einzelhandelsunternehmens H-E-B und ist zudem CEO. Butt ist unverheiratet. Nach Angaben des US-amerikanischen Forbes Magazine gehört Butt zu den reichsten US-Amerikanern und ist in The World’s Billionaires gelistet. Butt wohnt in San Antonio, Texas.

## Vermögen
Charles Butt ist Multi-Milliardär. Gemäß dem US-Wirtschaftsmagazin Forbes beträgt sein Vermögen ca. 10,7 Milliarden US-Dollar (Stand: Februar 2016). Damit belegt er Platz 94 auf der Forbes-Liste der reichsten Menschen der Welt.

## Preise und Auszeichnungen (Auswahl)
- Orden vom Aztekischen Adler, 2001